# 克里斯蒂娜·米蓮
克里斯蒂娜·米蓮（Christina Milian，1981年9月26日—）是一位美國R&B與Pop歌手，也是一位舞者、演員、流行音樂作曲者以及模特兒。曾經擔任MTV電視台的VJ，並爲珍妮佛·羅培茲等人寫歌。電影演出包括《愛情無價》與《連鎖信》等，自2012年起开始担任NBC选秀节目美国之声主持人。

## 個人簡介
古巴裔歌星克里斯蒂娜·米蓮生於新澤西州，在馬里蘭州長大，第一次演出是在很小的時候，當時是在一出面向兒童的音樂劇裡扮演一個在迪斯尼公司工作的小記者。後來在歌手Sister Sister和Clueless的演出中客串表演，也參加過其他一些電視劇的拍攝。不過，米蓮正式加入樂壇是在參加錄音製作饒舌歌手傑魯的熱門金曲《Between Me and You》之後。她的甜美歌喉令製作人讚歎不已。2001年，她的首張個人R&B/pop專輯《Christina Milian》發行，其中單曲《AM to PM》在美國的熱門歌曲排行榜上登上第30位。2004年的專輯《It's About Time》更加成功，其中單曲《Dip It Low》進入金曲排行榜前十位。2006年米蓮的第三張專輯《So Amazin'》面世。 

## 電影
米蘭早年曾為賣座動畫電影《蟲蟲危機》配音，後在校園青春喜劇《美國派》中出演角色。成功開創音樂版圖後，克里斯蒂娜·米蘭再次踏足電影和電視領域，分別在《樹林》(The Wood)、《愛情無價》(Love Don't Cost a Thing)、《極速飛車》(Torque)等片中飾演角色。2005年，米蘭在《一酷到底》(Be Cool)裡飾演大有潛力的新人黑人女歌手琳達，給觀眾留下了深刻印象。2006年，米蘭出演恐怖片《惹鬼回路》，為影片添上一抹亮色。2007年的作品是《一周八天》。2009年出演《美少女啦啦隊-戰鬥到最後一刻》、《舊愛找麻煩》。

## 音乐作品

### 專輯
- 2001年: Christina Milian
- 2004年: It's About Time
- 2006年: So Amazin'
- 2006年: Best Of

### 單曲
- 2001年: "Between Me & U"
- 2001年: "AM To PM"
- 2001年: "When You Look At Me"
- 2002年: "Get Away"
- 2004年: "Dip It Low"
- 2004年: "Whatever U Want"
- 2006年: "Say I"
- 2006年: "Gonna Tell Everybody"
- 2008年: "Blissville"

## 外部連結
- 官方网站
- Christina Milian在互联网电影资料库（IMDb）上的資料（英文）
- 克里斯蒂娜·米蓮在豆瓣上的资料（简体中文）